# Guigues du Pont
Guigues du Pont, mort en 1297, est un moine chartreux du XIIIe siècle, auteur du traité De contemplatione. Ce traité qui semble avoir été écrit pour les novices chartreux, parle de deux formes de contemplations : la contemplation spéculative et la contemplation affective. La contemplation affective y est vue comme supérieure à la contemplation spéculative, néanmoins, le propos de Guigues de Pont n'est pas seulement d'encourager les débutants dans la voie de la contemplation affective, mais aussi de faire valoir qu'une démarche intellectuelle ou spéculative conduit elle aussi à la contemplation.De contemplatione eut une influence importante sur le développement de la mystique et de la spiritualité dans le christianisme. S'y trouve notamment une incitation à la méditation des mystères de la vie humaine du Christ et à la contemplation de son humanité. Les passages où il est question de cela seront repris presque textuellement par Ludolphe le Chartreux dans le prologue de sa Vita Christi, bien qu'il n'en cite pas l'auteur. Cette Vie du Christ a ensuite été très diffusée, Thérèse d'Avila dira tout le bien que lui procura cette lecture tandis qu'un peu plus tard, elle inspira les Exercices spirituels à Ignace de Loyola.

## Données biographiques
Guigues du Pont est entré en 1271 à la Grande Chartreuse. Il y est resté vingt-six ans, jusqu'à sa mort le 29 octobre 1297. Il n'a jamais occupé de fonctions importantes dans son ordre. Cependant, peu après sa mort, lors du chapitre général des Chartreux en 1298, de nombreux « suffrages » (prières demandées aux moines), lui ont été accordés, ce qui indique qu'il était à la fois connu et estimé dans son ordre. Le traité De contemplatione, qu'il a rédigé à la fin de sa vie, est d'abord destiné aux débutants. Ce qui permet de penser qu'il avait à la Grande Chartreuse la charge de former les jeunes.

## Le traitéDe contemplatione

### Occasion et but du traité
L'une des motivations de la rédaction du De contemplatione est de compléter, et par certains aspects corriger, le Viae Sion lugent écrit quelque temps auparavant sur le même sujet par Hugues de Balma. Bien qu'il recommande la lecture de ce traité, il estime son auteur « trop élevé et obscur en certain points pour les âmes moins expertes. »
Le traité est rédigé dans un contexte où monte l'opposition entre « docteurs scolastiques » et « docteurs mystiques ». Au XIIIe siècle, à la suite d'Abélard, la théologie apparaît comme une discipline nouvelle. Son développement accompagne l'essor des écoles cathédrales et des universités. Cette discipline spéculative suscite de l'engouement en même temps que des réactions inquiètes, en particulier dans les milieux monastiques. Le traité du pseudo-Denys l'Aréopagite intitulé La Théologie mystique, est alors perçu comme une alternative à la théologie spéculative, scolastique ou universitaire. Dans ce contexte, Guigues de Pont cherche une position médiane entre la théologie scolastique et la réaction anti-intellectuelle des interprètes du pseudo-Denys tels que Thomas Gallus, Robert Grossetête et Hugues de Balma. D'un côté, il déplore l'hostilité montante des spéculatifs envers les contemplatifs, et de l'autre il refuse la distinction radicale que faisait Hugues de Balma dans le Viae Sion lugent, en considérant que la connaissance affective de Dieu exigeait l'abandon de la démarche intellectuelle.

### Structure et contenu
Le traité se compose de trois parties qui reprennent chacune le même sujet : celui de l'élévation de l'âme du pécheur par la contemplation jusqu'à la vision de Dieu. La première partie s'intitule Sicut Mater consolatur. Guigues y présente les douze degrés qu'il faut gravir pour parvenir à la vision béatifique, but de la contemplation. La seconde partie s'intitule Fundamentum aliud. Dans cette partie, la voie de la contemplation se présente comme une méditation de la vie du Christ. En cultivant le désir de lui adhérer intimement, le progressant avance vers la contemplation du Christ en majesté. Guigues distingue ici contemplation spéculative et contemplation affective. Il affirme sa préférence pour la contemplation affective, sans toutefois rejeter la démarche spéculative ou intellectuelle. La voie spéculative correspond à une théologie positive qui s'intéresse à ce qu'il est possible d'affirmer de Dieu, tandis que la voie affective ou anagogique se tient dans la démarche négative de la théologie mystique, c'est-à-dire qu'elle tend à la contemplation silencieuse de l'indicible. Dans la troisième partie, Finem loquendi, Guigues parle à nouveau de la différence entre contemplation spéculative et contemplation affective, mais cette fois-ci, il décrit davantage la contemplation sous son mode spéculatif.

### Contemplation anagogique et contemplation spéculative
Si Guigues du Pont recommande la lecture du Viae Sion lugent à qui veut « dépasser rapidement la contemplation spéculative », il modère cependant fortement la thèse d'Hugues de Balma selon laquelle la contemplation est inaccessible à l'effort intellectuel. Le Viae Sion lugent tend en effet à disqualifier d'une part la contemplation qui ne peut plus être vue comme le but de la théologie spéculative, et d'autre part l'effort intellectuel qui paraît inutile, si ce n'est nuisible, aux contemplatifs. Pour sa part, Guigues de Pont distingue deux formes de contemplations, l'une dite anagogique, affective ou passive et l'autre dite spéculative, intellectuelle ou active. Les trois adjectifs qui qualifient respectivement l'une ou l'autre forme de contemplation se correspondent. Ainsi la contemplation peut être « anagogique ou spéculative », « affective ou intellectuelle », « passive ou active ».
Le vocabulaire employé par Guigues est emprunté à Hugues, notamment le terme d'« anagogie » qui est l'une des notions les plus développées par Hugues et dont Guigues dit que : « le petit livre dont les premiers mots sont Viae Sion lugent, en parle excellemment ». Néanmoins, le propos de Guigues du Pont n'est pas tant d'opposer une connaissance anagogique ou affective de Dieu à une connaissance intellectuelle ou spéculative que de réhabiliter la connaissance spéculative de Dieu comme une forme de contemplation. Il cherche donc à montrer que la contemplation anagogique et la contemplation spéculative sont deux façons valables d'atteindre Dieu, tout en affirmant la supériorité de la contemplation anagogique sur la contemplation spéculative.

## Influences et postérité
Le De contemplatione a pendant un ou deux siècles connu une diffusion limitée aux maisons de l'ordre des Chartreux. Sa postérité est principalement liée à l'influence indirecte qu'il a exercée sur les contemplatifs plus tardifs par l'intermédiaire des écrits de Denis le Chartreux et de Ludolphe de Saxe. Denys le Chartreux a repris à Guigues du Pont la théorie des douze degrés de l'élévation, exposée dans la première partie du De contemplatione, tandis que Ludolphe le Chartreux a reproduit, sans en citer l'auteur, les passages dans lesquels Guigues de Pont traite de la dévotion à l'humanité du Christ et recommande la méditation de sa vie humaine. Les chapitres empruntés par Ludolphe au De contemplatione forment le prologue de sa célèbre Vita Christi. D'après Bernard Gaillard, par l'intermédiaire de Ludolphe le Chartreux, Guigues du Pont a influencé Thérèse d'Avila qui parle du profit qu'elle a tiré de la lecture de la Vita Christi, et aussi Ignace de Loyola qui emprunte à la Vita Christi pour donner forme à ses Exercices spirituels.

### Éditions duDe Contemplatione
- Philippe Dupont, « Guigues du Pont, Traité sur la contemplation », (texte latin, traduction française et commentaire) publié dans Analecta Cartusiana 72, Salzburg, 1985.
- (en) Dennis D. Martin, Carthusian spirituality. The writings of Hugh of Balma and Guigo de Ponte, translated and introducted by Dennis D. Martin, Paulist Press, The classics of western spirituality 88, 1997.  (ISBN 0-8091-0480-6)

### Études
- Jeanne Barbet et Francis Ruello, « Guigues du Pont » dans Hugues de Balma, Théologie mystique, tome I, Paris, Cerf, Sources chrétiennes 408, 1995, pp. 56-59.  (ISBN 2204051152)
- Christian Trottmann, « Contemplation et vie contemplative selon trois Chartreux : Guigues II, Hugues de Balma et Guigues du Pont », dans Revue des sciences philosophiques et théologiques, 2003/4 (tome 87), Paris, Vrin, 2003, pp.633-680.
- Dominique de Courcelles, Les enjeux philosophiques de la mystique, Grenoble, éd Jérôme Millon, 2007, « Guigues du Pont : première synthèse chartreuse », pp. 159-162.